# Stikine River
Der Stikine River [stɪˈkiːn] ist ein Fluss im Nordwesten von British Columbia in Kanada sowie im Süden des Alaska Panhandle in den USA.

## Geographie

### Verlauf
Der Fluss entspringt auf dem Spatsizi Plateau am Mount Umbach in etwa 1800 m Höhe. Er ist 539 Kilometer lang und einer der letzten naturbelassenen Flüsse in Nordamerika. Der Stikine ist ein schnellfließender Bergfluss, der sich seinen Weg durch tiefe Schluchten bahnt und im Alexanderarchipel, nahe der Wrangell Island, in den Pazifik mündet. Sein Einzugsgebiet umfasst etwa 52.000 km² östlich der Coast Mountains.
Die Mündung des Flusses liegt heute in Alaska, aber zur Zeit der Grenzerhebungen (1901–1903) lag sie an der Grenze. Der untere Flusslauf leidet heute an starker Verschlammung. Durch ein Staatsabkommen, das den ursprünglichen Schiffsverkehr für den Bergbau und Handel sichern sollte, ist es auch der Kanadischen Marine gestattet, den Stikine ohne Einschränkung zu befahren. Dieses Recht hat aber heute fast keine Bedeutung mehr, auch weil sich die Flussmündung immer wieder verlagert.

### Nebenflüsse
Die größten Nebenflüsse, geordnet von der Quelle zur Mündung, sind
- Duti River
- Chukachida River
- Spatsizi River
- Pitman River
- McBride River
- Klappan River
  - Little Klappan River
- Tanzilla River
- Klastline River
- Tuya River
  - Little Tuya River
- Tahltan River
  - Little Tahltan River
- Chutine River
- Porcupine River
- Choquette River
- Scud River
- Iskut River
  - Little Iskut River

## Geschichte
Der Stikine ist etwa 210 Kilometer flussaufwärts schiffbar und wurde von den Tlingit-Indianern an der Küste als Transportweg ins Landesinnere genutzt. Der erste Europäer, der den Fluss entdeckte, war Samuel Black, der das Quellgebiet des Stikine 1824 während einer seiner Expeditionen besuchte. 1828 suchte Robert Campbell von der Hudson’s Bay Company nach der letzten Verbindung einer transkontinentalen Kanu-Route und erforschte deshalb den Stikine sehr genau. 1879 bereiste John Muir das untere Drittel des Flusses, das ihn an ein 160 Kilometer langes Yosemite erinnerte. Muir entdeckte dabei über 300 Gletscher. 
Zwischen 1897 und 1898, während des Goldrausches, war der Stikine die Hauptroute ins Klondike-Gebiet (Yukon). Heute bildet er die Hauptroute zur Cassiar-Bergbauregion im Norden British Columbias. Die erste Brücke wurde in den 1970ern als Teil des Stewart-Cassiar-Highways gebaut. 1980 wurde eine Studie begonnen, die ein Staudammprojekt als Ziel hatte, das aber schnell massive Proteste hervorrief.

## Name
Der Name des Flusses kommt von den Tlingit-Indianern, die ihn Shtax' Héen nennen, was so viel bedeutet wie „Trüber Fluss“ (durch die Samenflüssigkeit der laichenden Lachse).

## Fauna
Der Fluss ist bekannt für seine reichen Lachsgründe. Die Lachse wurden allerdings durch kommerzielle Fischfallen im frühen 20. Jahrhundert stark dezimiert. Dadurch und wegen der heutigen Fischfallen reduzierten sich die Lachse auf ein Drittel der ursprünglichen Anzahl.
Die Flussmündung ist ein Habitat für Zugvögel und steht nun als Teil der Stikine-LeConte Wilderness unter Naturschutz. 